# Турчек (потік)
Турчек (словац. Turček) — річка в Словаччині, ліва притока Турця, протікає в округах Турчянські Теплиці і Ж'яр-над-Гроном.
Довжина приблизно 5.8-6 км. Витік знаходиться в масиві Кремницькі-Верхи (частина Флосовський хребет — біля перевалу Тунель) — на висоті близько 1040 метрів. Протікає територією села Турчек..
Впадає в Турець на висоті приблизно 685—690 метрів.